# Cylindrinotus pallidus
Cylindrinotus pallidus is een keversoort uit de familie van de zwartlijven (Tenebrionidae). De wetenschappelijke naam van de soort is voor het eerst geldig gepubliceerd door Curtis.